# چرخ‌ریسک تاب‌لانه
چرخ‌ریسک تاب‌لانه (نام علمی: Remizidae) نام یک تیره از راسته گنجشک‌سانان است.
تیره: REMIZIDAE
- سرده: تاب‌لانه‌های اوراسیایی
  - چرخ‌ریسک تاب‌لانه اوراسیایی (Remiz pendulinus)
  - چرخ‌ریسک تاب‌لانه سرسیاه (Remiz macronyx)
  - چرخ‌ریسک تاب‌لانه چینی (Remiz consobrinus)
  - چرخ‌ریسک تاب‌لانه کاکل‌سفید (Remiz coronatus)
- سرده: تاب‌لانه‌های آفریقایی
  - چرخ‌ریسک تاب‌لانه خاکستری (Anthoscopus caroli)
  - چرخ‌ریسک تاب‌لانه جنگلی (Anthoscopus flavifrons)
  - چرخ‌ریسک تاب‌لانه دماغه (Anthoscopus minutus)
  - چرخ‌ریسک تاب‌لانه موش‌رنگ (Anthoscopus musculus)
  - چرخ‌ریسک تاب‌لانه زرد (Anthoscopus parvulus)
  - چرخ‌ریسک تاب‌لانه سنار (Anthoscopus punctifrons)
- سرده: Auriparus 
  - سرطلایی (پرنده) (Auriparus flaviceps)

## نگارخانه

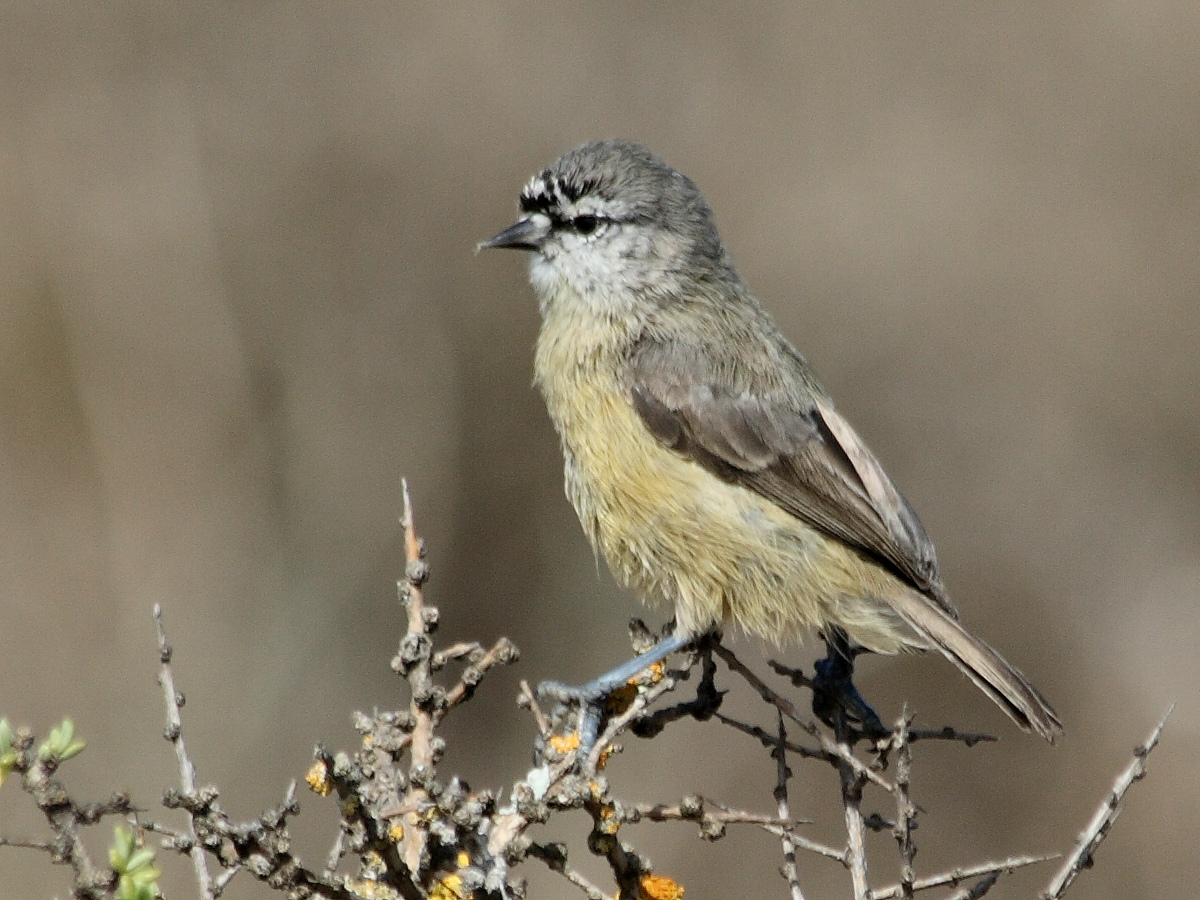
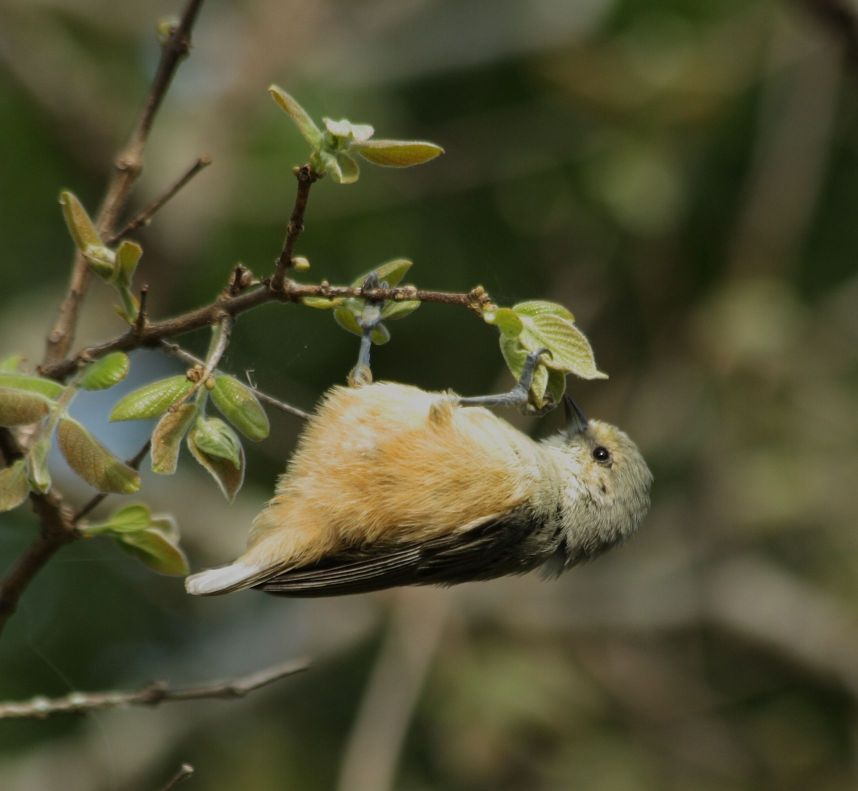